# Ermakovskoe
Ermakovskoe (in russo Ермаковское?) è un villaggio della Russia asiatica, situato nel Territorio di Krasnojarsk. È il centro amministrativo del distretto Dzeržinskij.
Si trova sul fiume Oja (affluente dell'Enisej), 65 km a sud-est di Minusinsk e 305 km a sud di Krasnojarsk.